# Гаррі Поттер (серія романів)
«Гаррі Поттер» (англ. Harry Potter) — серія з семи фантастичних романів англійської письменниці Джоан Роулінг. У книгах розповідається про пригоди юного чарівника Гаррі Поттера і його друзів — Герміони Ґрейнджер та Рона Візлі, які навчаються у Гоґвортській школі чарів і чаклунства. Основний сюжет зосереджений на боротьбі Гаррі проти темного чаклуна лорда Волдеморта, який намірюється стати безсмертним, повалити чаклунський керівний орган Міністерство магії і підкорити всіх чарівників і маґлів (не чарівників). Дія книг відбувається у вигаданому всесвіті Гаррі Поттера.

## Список книг

### Основна серія
1. Гаррі Поттер і філософський камінь — Harry Potter and the Philosopher's Stone (Вихід англомовної версії — 26 червня 1997; вихід книги українською — 13 квітня 2002; сторінок в англійському виданні — 223; в українському — 319 сторінок. Назва в США — Гаррі Поттер і чарівни́й камінь (камінь чарівника) — Harry Potter and the Sorcerer's Stone)
2. Гаррі Поттер і Таємна кімната — Harry Potter and the Chamber of Secrets (2 липня 1998) (251 pages; 351 сторінка)
3. Гаррі Поттер і в'язень Азкабану — Harry Potter and the Prisoner of Azkaban (8 липня 1999) (317 pages; 383 сторінки)
4. Гаррі Поттер і Келих вогню — Harry Potter and the Goblet of Fire (8 липня 2000) (636 pages; 670 сторінок)
5. Гаррі Поттер і Орден Фенікса — Harry Potter and the Order of the Phoenix (21 червня 2003) (766 pages; 815 сторінок)
6. Гаррі Поттер і Напівкровний Принц — Harry Potter and the Half-Blood Prince (16 липня 2005) (607 pages; 576 сторінок)
7. Гаррі Поттер і Смертельні реліквії — Harry Potter and the Deathly Hallows (21 липня 2007; 25 вересня 2007) (607 pages; 640 сторінок)

### Доповнення

#### П'єса
- Гаррі Поттер і прокляте дитя (2016)

#### Книги у всесвіті роману
1. Фантастичні звірі і де їх шукати (доповнювальна книга) — Fantastic Beasts and Where to Find Them (supplementary book) (2001)
2. Квідич крізь віки — Quidditch Through the Ages (supplementary book) (2001)
3. Казки барда Бідла — The Tales of Beedle the Bard (4 грудня 2008)

#### Передісторія роману
- Гаррі Поттер: передісторія — Harry Potter prequel (2008)

#### Магія у всесвіті Гаррі Поттера
Докладніше: Магія всесвіту Гаррі Поттера

## Переклади
Серія книг про «Гаррі Поттер» стала одним із найуспішніших літературних явищ сучасності, що за обсягами продажів стало безпрецедентним для дитячої літератури. Перші шість томів були надруковані загальним накладом у 325 мільйонів примірників та перекладені 64 мовами. При цьому слід врахувати, що більша частина населення планети розмовляє десятьма мовами: англійською, російською, іспанською, французькою, німецькою, арабською, турецькою, китайською, японською, хінді.

## Фільми про Гаррі Поттера
Відзнято усі сім книг серії. Останню книгу — «Гаррі Поттер і Смертельні реліквії» — екранізовано у двох фільмах із назвами «Частина 1» та «Частина 2». Загальні доходи від продажу книг, екранізацій, комп’ютерних ігор та товарів на основі франшизи зробили Джоан Роулінг однією з найбагатших письменниць світу. ЗМІ повідомляли, що на певному етапі її статки перевищували статки королеви Єлизавети II.
1. Гаррі Поттер та філософський камінь
2. Гаррі Поттер та Таємна кімната
3. Гаррі Поттер та в'язень Азкабану
4. Гаррі Поттер та Келих вогню
5. Гаррі Поттер та Орден фенікса
6. Гаррі Поттер та Напівкровний Принц
7. Гаррі Поттер і смертельні реліквії
  1. Гаррі Поттер та Смертельні Реліквії: Частина 1 (Прем'єра в Україні відбулася 18 листопада 2010)[1]
  2. Гаррі Поттер та Смертельні Реліквії: Частина 2 (Прем'єра відбулася 14 липня 2011)

## Офіційні ігри про Гаррі Поттера
До прем'єри кожного фільму випускаються однойменні ігри (виняток становлять ігри: «Гаррі Поттер: Чемпіонат світу з квідичу» та стилізована під конструктор LEGO дилогія «Lego Гаррі Поттер: Роки 1-4», «Lego Гаррі Поттер: Роки 5-7») на всіх основних платформах, включаючи PC, PS2, Xbox 360, PS3, і, з недавнього часу, Wii.
- Гаррі Поттер і філософський камінь (гра) PSone, PS2, XBox, GameCube, PC, GBA, GBC
- Гаррі Поттер і таємна кімната (гра) PSone, PS2, XBox, Nintendo Gamecube, PC, GBA, GBC
- Гаррі Поттер і в'язень Азкабану (гра) PSone, PS2, XBox, Nintendo GameCube, PC, GBA, GBC (підробка)
- Гаррі Поттер і келих вогню (гра) PS2, PC, Xbox, GameCube, PSP, GBA
- Гаррі Поттер і Орден фенікса (гра) PS2, PC, XBox, XBox 360, Wii, PSP, PS3, Nintendo DS, GBA, мобільний телефон
- Гаррі Поттер і Напівкровний Принц (гра) PC, Nintendo DS, PS3, PS2, XBox 360, PSP, Wii, мобільний телефон
- Гаррі Поттер: Чемпіонат світу з квідичу PS2, PC
- Гаррі Поттер і Смертельні реліквії: Частина 1 (гра) PC, Wii, XBox 360, PS3, Nintendo DS, Мобільний телефон
- Гаррі Поттер і Смертельні реліквії: Частина 2 (гра) PC, Wii, XBox 360, PS3, Nintendo DS, Мобільний телефон
- Lego Гаррі Поттер: Роки 1-4 PC, Nintendo DS, Wii, PlayStation 3, PSP, Xbox 360, iOS
- Lego Гаррі Поттер: Роки 5-7 PC, Nintendo DS, Nintendo 3DS, Wii, PlayStation 3, PSP, PSVita, Xbox 360, iOS
- Hogwarts Legacy PC, PlayStation 4, PlayStation 5, Xbox One, Xbox Series, Nintendo Switch

## Список персонажів
- Аластор Муді
- Албус Дамблдор
- Арабелла Фіґ
- Арґус Філч
- Белатриса Лестранж
- Вернон Дурслі
- Волдеморт
- Гаррі Поттер
- Гедвіґа (сова)
- Герміона Ґрейнджер
- Ґільдерой Локарт
- Дадлі Дурслі
- Джеймс Поттер
- Джіні Візлі
- Долорес Амбридж
- Драко Мелфой
- Іклань (пес)
- Криволапик (кіт)
- Левконія (сова)
- Лілі Поттер
- Луна Лавґуд
- Луціус Мелфой
- Мінерва Макґонеґел
- Манданґус Флетчер
- Нарциса Мелфой
- Молі Візлі
- Невіл Лонґботом
- Німфадора Тонкс
- Марджорі Дурслі
- Петунья Дурслі
- Ремус Люпин
- Рон Візлі
- Северус Снейп
- Седрік Діґорі
- Сивіла Трелоні
- Сіріус Блек
- Фенікс Фоукс
- Фред і Джордж Візлі
- Френк, Аліса Лонґботоми
- Чо Чанґ

## Сприйняття
Ставлення до серії книг неоднозначне: з одного боку — це фентезійна історія зі світом магії, з іншого — об’єкт критики з боку тих, хто занепокоєний її впливом на дитячу уяву. Це викликало дискусії навіть на батьківщині письменниці. Так, генеральний секретар Союзу педагогів та університетських професорів Англії Пітер Сміт попереджував, що «прем'єра фільму про Гаррі Поттера призведе (не багато не мало) до появи нового покоління, яке відкрило для себе світ магії». У 1999 році в США книги про Гаррі Поттера намагалися заборонити 23 рази в 13 штатах. Попри це, книги про юного чарівника ввійшли до класики сучасної дитячої літератури. У багатьох країнах книги про Гаррі Поттера стали частиною шкільної програми з літератури.